# Isaiah Wong
Isaiah Robert-Johan Wong, né le  28 janvier 2001 à Piscataway dans le New Jersey, est un joueur américain de basket-ball évoluant aux postes de meneur et arrière. Il mesure 1,89 m.

## Biographie

### Carrière universitaire
Entre 2019 et 2023, il joue pour les Hurricanes de Miami.

### Carrière professionnelle

#### Pacers de l'Indiana
Lors de la draft 2023 de la NBA, il est choisi en 55e position par les Pacers de l'Indiana.
En juillet 2023, il signe un contrat two-way avec les Pacers.

## Palmarès

### Universitaire
- Third-team All-American – NABC (2023)
- ACC Player of the Year (2023)
- First-team All-ACC (2023)
- 2× Third-team All-ACC (2021, 2022)

## Statistiques

### Universitaires
| Saison    | Équipe   | Matchs | Titul. | Min./m | % Tir | % 3pts | % LF | Rbds/m. | Pass/m. | Int/m. | Ctr/m. | Pts/m. |
| --------- | -------- | ------ | ------ | ------ | ----- | ------ | ---- | ------- | ------- | ------ | ------ | ------ |
| 2019-2020 | Miami    | 31     | 13     | 21.2   | .416  | .373   | .829 | 3.0     | 1.0     | .5     | .4     | 7.7    |
| 2020-2021 | Miami    | 27     | 26     | 35.5   | .431  | .347   | .803 | 4.8     | 2.4     | 1.1    | .5     | 17.1   |
| 2021-2022 | Miami    | 37     | 36     | 33.9   | .452  | .302   | .748 | 4.3     | 2.0     | .9     | .3     | 15.3   |
| 2022-2023 | Miami    | 37     | 37     | 33.4   | .445  | .384   | .845 | 4.3     | 3.2     | 1.4    | .4     | 16.2   |
| Carrière  | Carrière | 132    | 112    | 31.1   | .440  | .347   | .807 | 4.1     | 2.2     | 1.0    | .4     | 14.1   |